# Otto Steffen
Otto Steffen, (Oberstein, 9 de agosto de 1874 - desc.) foi um ginasta alemão que competiu em provas de ginástica artística pelos Estados Unidos.
Nascido na Alemanha, mudou-se para os Estados Unidos em 1890, onde tornou-se ginasta e tetracampeão nacional. No ano de seu último título, tornou-se ainda cidadão estadunidense. Em 1904, nos Jogos Olímpicos de St. Louis, fez parte da equipe norte-americana New York Turnverein. Junto aos companheiros John Bissinger, Emil Beyer, Max Wolf, Julian Schmitz e Arthur Rosenkampf, conquistou a medalha de prata por equipes, após superar e ser superado por um time dos Estados Unidos. Depois de aposentar-se, tornou-se instrutor na Academia Naval dos Estados Unidos até 1911.